# Павел Харин
Павел Харин (рус. Павел Петрович Харин; Лењинград, 8. јун 1927 — 6. март 2023) био је совјетски кануиста у категорији кану двоклека Ц-2 олимпијски победник 1956. европски првак и другопласирани 1957.

## Значајнији резултати
- 1952. Летње олимпијске игре у Хелсинкију Ц-10.000 м  10 место.[1]
- 1956. Летње олимпијске игре у Мелбурну Ц-2 1.000 м у пару са Грацијаном Ботевом сребрна медаља[2]
- 1956. Летње олимпијске игре у Мелбурну Ц-2 10.000 м у пару са Грацијаном Ботевом златна медаља[3]
- 1957. Европско првенство у Генту Ц-2 1.000 м у пару са Александром Силаевим златна медаља
- 1957. Европско првенство у Генту Ц-2 10.000 м у пару са Александром Силаевим сребрна медаља
- 1958. Светско првеснтво у Прагу Ц-2 1.000 м у пару са Грацијаном Ботевом 6. место
- 1958. Светско првеснтво у Прагу Ц-2 10.000 м у пару са Грацијаном Ботевом 6. место
- 1956—1960. четворострики првак Совјетског Савеза у разним дисциплинама.

## Награде
- Орден Патриотског рата II класе
- Орден части
- Медаља „За одбрану Лењинграда”
- Медаља „За победу над Немачком”